# Gentianella chathamica
Gentianella chathamica är en gentianaväxtart. Gentianella chathamica ingår i släktet gentianellor, och familjen gentianaväxter.

## Underarter
Arten delas in i följande underarter:
- G. c. chathamica
- G. c. nemorosa